# 君はロックを聴かない
「君はロックを聴かない」（きみはロックをきかない）は、あいみょんのメジャー3枚目のシングル。ワーナーミュージック・ジャパン内のレーベル「unBORDE」から 2017年8月2日に発売された。

## 概要
好きな女の子への想いを募らせる男の子の青春の片思いを歌う表題曲「君はロックを聴かない」とSundayカミデ（ワンダフルボーイズ/ 天才バンド）がプロデュースしたカップリング曲「青春と青春と青春」の2曲が収められている。あいみょんは本曲で一躍脚光を浴び、翌年の『マリーゴールド』でブレイクしている。
「君はロックを聴かない」にはミュージック・ビデオが制作され、コトリフィルムのミラーレイチェル智恵を監督に迎えて福島県にある廃墟で撮影された。撮影にはあいみょんや監督が幼い頃に彼らの両親が使っていたHi8やDVカメラといった一昔前のムービー機材が使用されている。
スピッツの大阪城ホールで開催された"ロックロックこんにちは"のライブを見に行った後に、できた曲だと、2023年のロックロックこんにちはに出演したときに明かした。
2017年8月、4年3か月ぶりの記録更新となる全国AM/FMラジオ計42局でのパワープレイ/ヘビーローテーションを獲得した。
ジャケットのアートワークは、前2作に引き続きクリエイターのとんだ林蘭が担当した。
あいみょんグッズ online store NSV STOREで購入すると限定特典として直筆サイン入りポストカードが封入される。
2019年11月、ストリーミング再生回数が自身の楽曲では「マリーゴールド」に続く1億回を突破した。
2023年10月度の日本レコード協会認定にてトリプル・プラチナとなり、ストリーミングの再生回数が3億回を突破した。
hy4_4yhが「君はロックを聴かない」のアンサーソングとして「君はヒップホップを聴かない」を発表している。

## サウンド
本曲がヒットした理由について音楽評論家・編集者・カメラマンの風間大洋は、若年層だけでなく「ロックなんか」を聴いて育った中高年世代の琴線に触れた可能性を指摘している。
風間は本曲のサウンドを「ビーイング系に代表される90年代J-POPのバンドサウンドの王道」と評価。最もニュアンスが近い楽曲として、ZARD『君に逢いたくなったら』を挙げている。また、本曲が連想させるビーイング系の楽曲として、WANDS『もっと強く抱きしめたなら』、FIELD OF VIEW『突然』、アニメ『SLAM DUNK』主題歌などを挙げている。

## 収録曲
| 全作詞・作曲: あいみょん。 |                                         |            |            |                                                                   |      |
| #                          | タイトル                                | 作詞       | 作曲・編曲 | 編曲                                                              | 時間 |
| 1.                         | 「君はロックを聴かない」                | あいみょん | あいみょん | 立崎優介、田中ユウスケ（共同編曲、プログラミング&全楽器演奏共作） | 4:08 |
| 2.                         | 「青春と青春と青春」                    | あいみょん | あいみょん | Sundayカミデ、河合基嗣（ストリングスアレンジ）                    | 5:21 |
| 3.                         | 「君はロックを聴かない (Instrumental)」 | あいみょん | あいみょん | 立崎優介、田中ユウスケ（共同編曲、プログラミング&全楽器演奏共作） | 4:06 |

## カバー
- スキマスイッチ - シングル『青春』初回限定盤Aに収録（2019年）。
- 森内寛樹 - カバー・アルバム『Sing;est』に収録 (2021年)。